# Prótasis
En sintaxis, la prótasis es una oración subordinada que forma parte de una oración condicional. Más concretamente, una oración condicional mínima está formada por la prótasis y su apódosis. La prótasis introduce el supuesto, la hipótesis, cuya conjunción más frecuente en español es si, mientras que la apódosis indica la consecuencia o el resultado de lo expresado por la condición.
Las oraciones subordinadas adverbiales condicionales pertenecen al grupo de las subordinadas adverbiales impropias (las que no pueden sustituirse por un adverbio de forma exacta). El modo de estas subordinadas puede ser indicativo o subjuntivo. Ejemplos:
Si vienes mañana, hablaremos de eso.
Si vinieres mañana, hablaríamos de eso.
Existen tres tipos de condicionales: reales, posibles e irreales.
- Las condicionales reales: Formulan una hipótesis que puede llegar a cumplirse, la prótasis va en indicativo con cualquier tiempo verbal excepto futuro y condicional. La apódosis puede utilizar cualquier tiempo del indicativo e imperativo.
- Las condicionales posibles: Expresan condiciones de posible cumplimiento, la prótasis va en subjuntivo, se utiliza el imperfecto para referirse al futuro y al presente. En la apódosis de las condicionales posible se utiliza el condicional simple. Ejemplo:

Si vinieras mañana, comeríamos juntos.
- Las condicionales irreales: Expresan condiciones de imposible cumplimiento, la prótasis va en subjuntivo, se utiliza el imperfecto para referirse al futuro y al presente mientras que para referirse al pasado se utiliza el pluscuamperfecto. En la apódosis de las condicionales irreales se utiliza el condicional compuesto (que algunos gramáticos consideran un tiempo del modo indicativo). También es muy habitual emplear también el pluscuamperfecto de subjuntivo en la apódosis o consecuente.

Si hubieras venido, lo habrías visto.
Si mi madre no hubiera amado a ese ... , habría vivido más feliz.

## Filosofía
En los diferentes planteamientos filosóficos la prótasis es una parte inicial en que queda pendiente el sentido de lo que se expone, que se completará en la apódosis.
Por ejemplo, el Código de Hammurabi y los cientos de tratados médicos conservados se construyen en realidad como una sucesión de proposiciones condicionales introducidas por la condición y formadas por una prótasis y una apódosis.